# Pope MC
Pope är ett amerikanskt företag som, i början av 1900-talet, tillverkade bilar och MC. 

## Pope fabrikshistoria
När amerikanska inbördeskriget gick mot sitt slut startade överste Albert Pope ett företag för att tillverka pistoler. 
Tidigt började han också med cyklar s.k. höghjulingar. Pengarna rasade in genom att han köpte upp många patent kring cyklar och han började investera i biltillverkning redan i slutet av 1800-talet. 1904 kom den första modellen och de ansågs länge moderna och bekväma.

## Pope MC
Pope MC var "high end" och såldes för samma pris som en T-ford. Konkurrenterna H-D och Indian hade mycket lägre priser men Pope var tekniskt långt före sin tid. När de flesta byggde sidventilare så byggde Pope en v-twin på 1000 cc med toppventiler. Den treväxlade lådan hade både hand- och fotstyrd frikoppling. Och Pope var tidigt ute med kedjedrift när andra hade remdrift.
Troligen var det ändå fjädringen som var mest revolutionerande. Bak fanns en s.k plungerfjädring och fram far handtagen av gummi för att dämpa skakningarna när man körde på ojämna grusvägar.
Produktionen avstannade i och med första världskriget 1918.

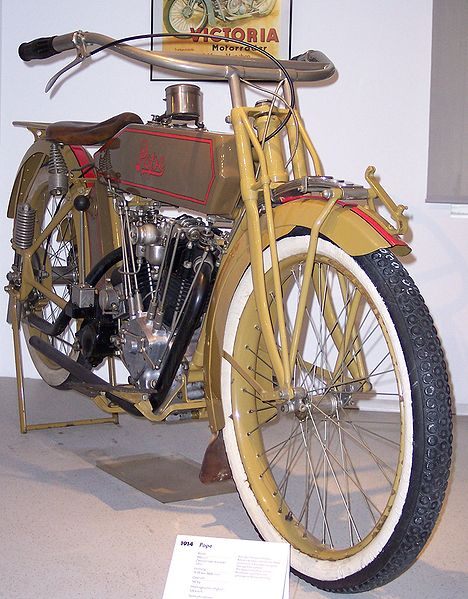
Pope 1917 MC uppställd på MC Collection i Sollentuna

### Pope Model T-17 1917
Denna modell är en av de sista som tillverkades och är därmed en av "toppmodellerna". 1917 var det sista året Pope tillverkade MC. Motorn är på 1000cc och på cirka 17 hk. 